# Klett-Perthes Verlag

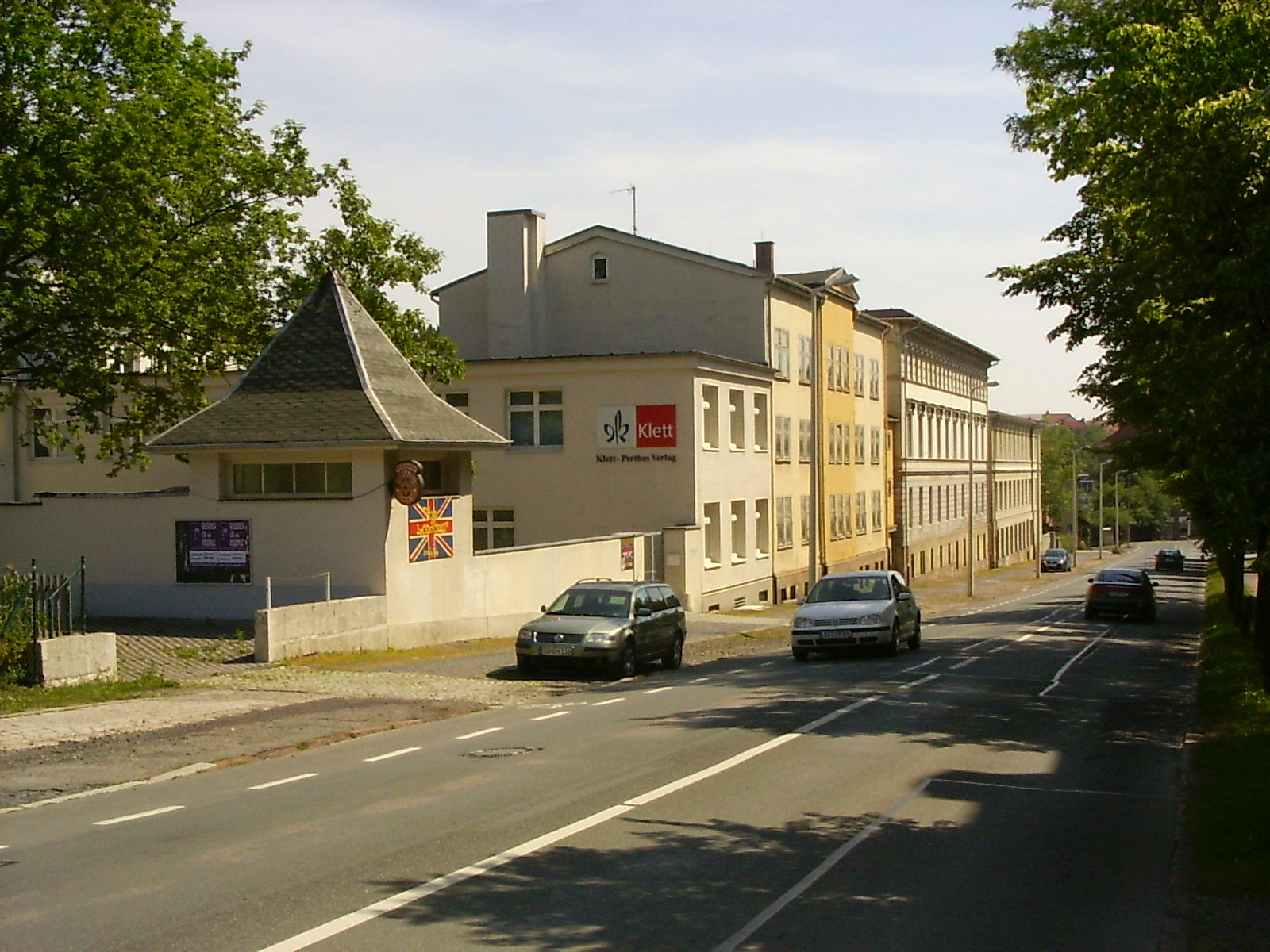
Klett-Perthes Verlag (2006)

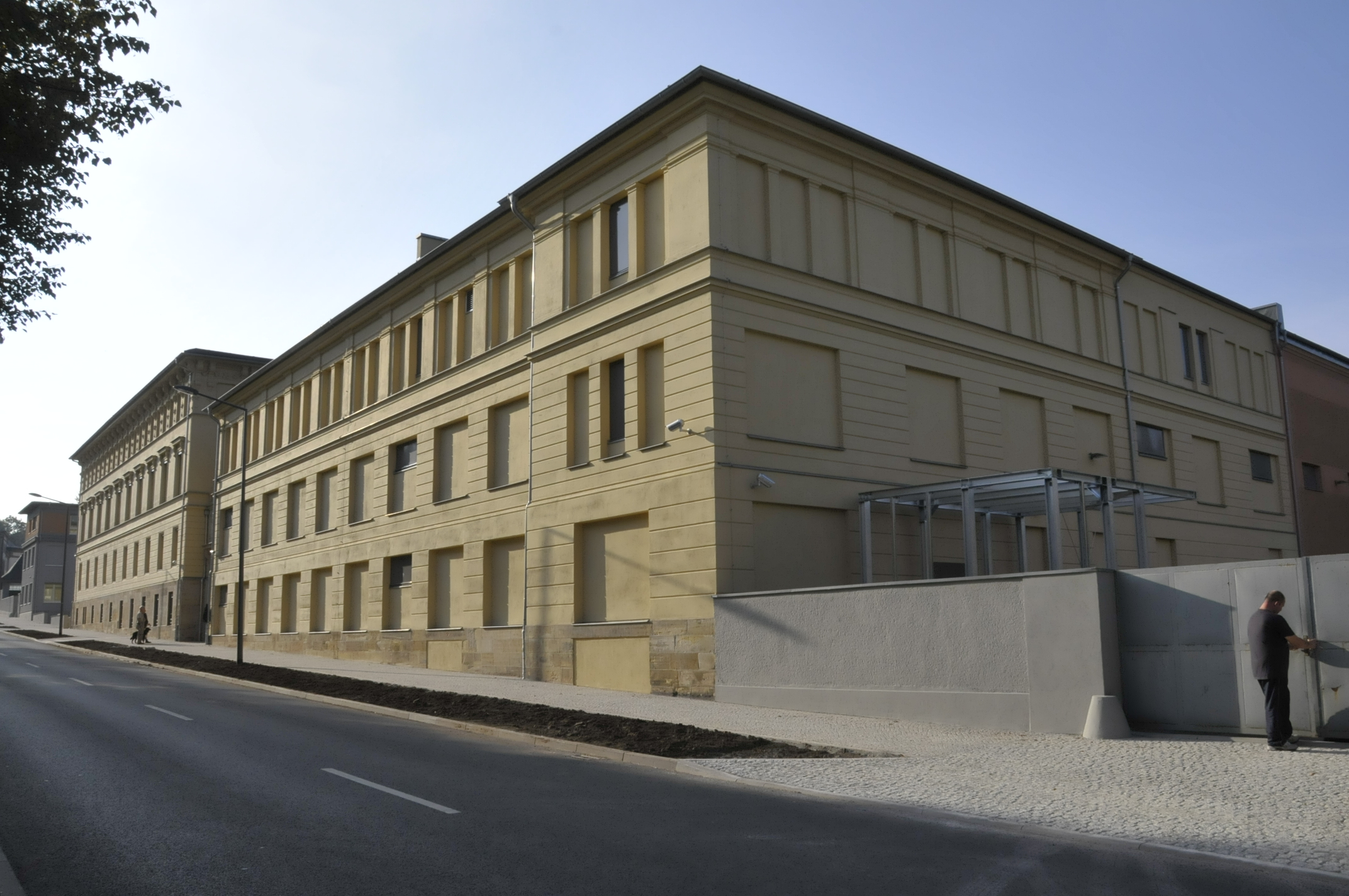
Idem pour « Perthes Forum Gotha » (2014)

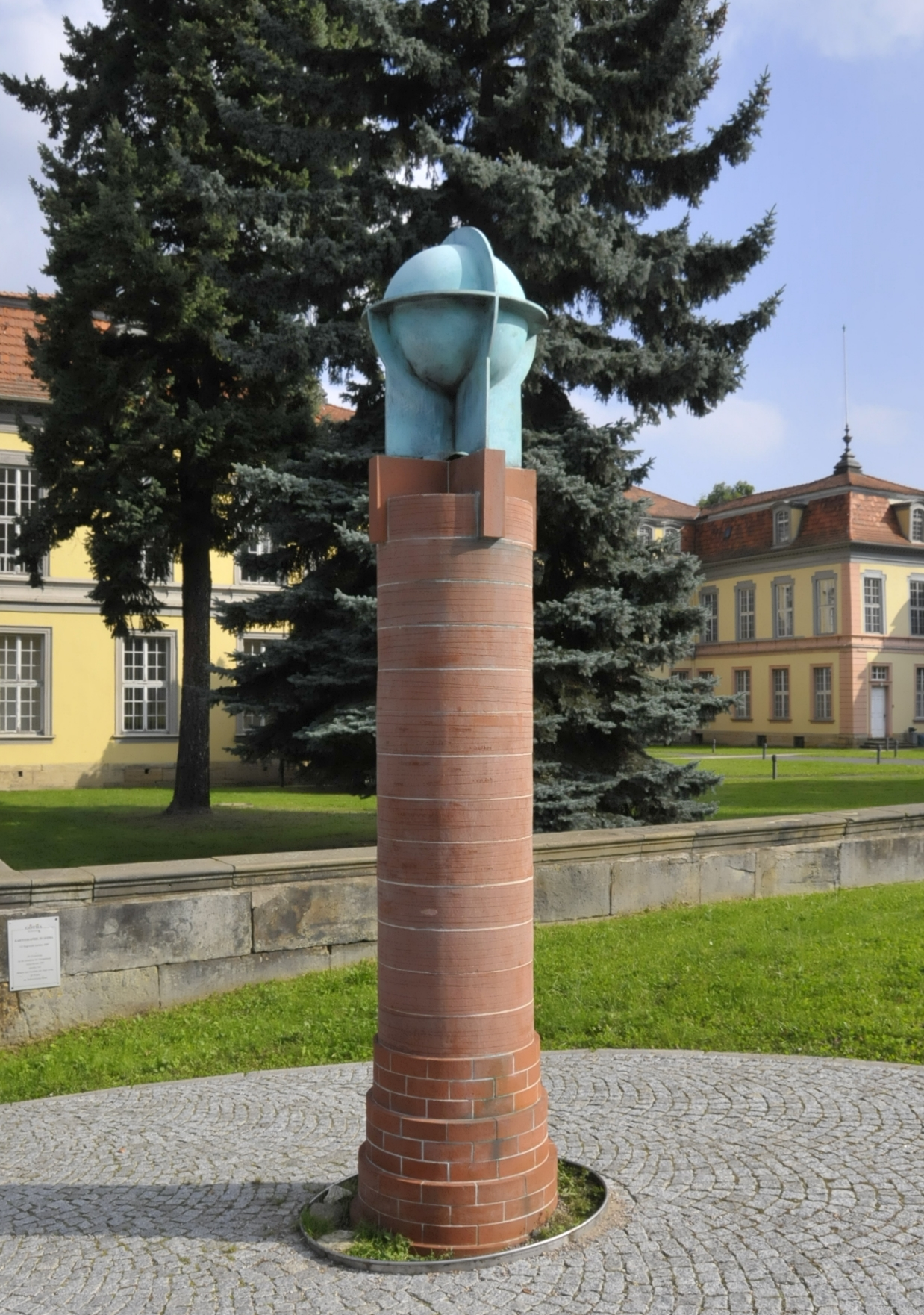
Colonne Perthes

Justus Perthes Verlag est un nom abrégé pour les éditeurs de Gotha et de Darmstadt qui n'existent plus.

## Histoire

### La maison d'édition fondée par Justus Perthes
Johann Georg Justus Perthes fonde Justus Perthes’ Verlagsbuchhandlung à Gotha en septembre 1785 - plus tard Justus Perthes’ Geographische (Verlags-)Anstalt Gotha. Celle-ci est expropriée sans compensation en janvier 1953 par la municipalité de Gotha (RDA). En conséquence, en avril 1953, Joachim Justus Perthes et son fils Wolf-Jürgen Perthes fondent à Darmstadt la Justus Perthes Geographische Verlagsanstalt Darmstadt en tant que successeur légal de la société mère de Gotha expropriée.
La société mère Justus Perthes Gotha est nationalisée de force et reste une entreprise publique (VEB Justus Perthes Gotha). Elle est rebaptisée VEB Hermann Haack (de) Geographisch-Kartographische Anstalt Gotha en octobre 1955. Après la réunification de l'Allemagne et la reprivatisation, Gothaer Verlag est reprise par Ernst Klett Schulbuchverlag (de) en avril 1992 avec son actuel successeur légal, Justus Perthes Geografie Verlagsanstalt Darmstadt. La maison d'édition est rebaptisée Justus Perthes Verlag Gotha GmbH et fusionne avec Justus Perthes Geographische Verlagsanstalt Darmstadt en 1994. En 2003, la filiale de Gotha Klett, désormais détenue à 100 %, change de nom et devient Klett-Perthes Verlag GmbH.
En 2008 , la Klett-Perthes Verlag GmbH à Gotha change de nouveau son nom pour devenir Ernst Klett Verlag GmbH, Zweigniederlassung Gotha, Programmbereich Klett-Perthes. Après près de 223 ans, la maison d'édition auparavant indépendante portant le nom ou une partie du nom Justus Perthes sur le site de Gotha - jusqu'alors l'une des plus anciennes maisons d'édition d'Allemagne - fait faillite.
Le 31 mars 2016, Ernst Klett Verlag GmbH, Zweigniederlassung Gotha est fermée et transférée à Ernst Klett Verlag, Zweigniederlassung Leipzig. Cela signifie que les dernières activités d'édition de l'ancienne société Justus Perthes prennent fin, après plus de 230 ans à Gotha et 24 ans après sa reprise par Ernst Klett Schulbuchverlag, à Stuttgart.

### Présent
En 2010, une colonne d'environ 2,50 m de haut, réalisée par l'artiste Ulf Hegewald d'Aix-la-Chapelle et surmontée d'un globe, est érigée au coin de la Justus-Perthes-/Friedrichstraße. Sur le corps rond sont gravés les noms de quelques géographes et cartographes connus qui ont travaillé pour la maison d'édition Justus Perthes Gotha

L'ancien complexe d'édition situé Justus-Perthes-Straße 3-9 à Gotha est transformé en « Perthes Forum » de 2012 à 2014. Il sert de nouveau dépôt central et de bâtiment d'archives pour les vastes fonds de la Fondation du château de Friedenstein (de), des Archives de l'État de Thuringe Gotha et de la Bibliothèque de recherche Gotha (y compris la collection Perthes Gotha (de)). Les travaux de construction (environ 11 000 m2, coût de construction de 18,2 millions d'euros) sont financés par le fonds FEDER de l'UE, la République fédérale d'Allemagne, l'État libre de Thuringe et la ville de Gotha.

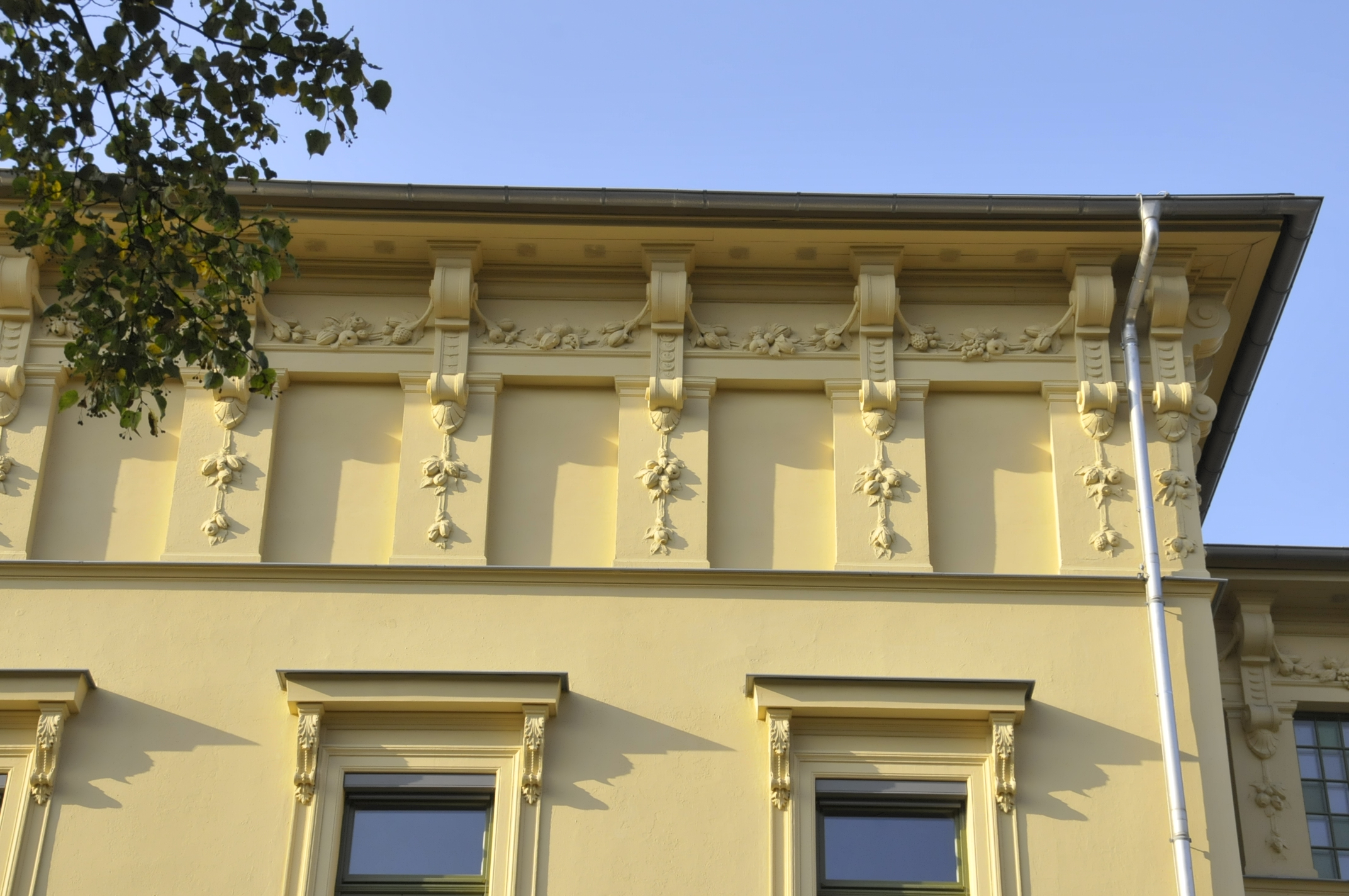
Forum de Perthes, détail
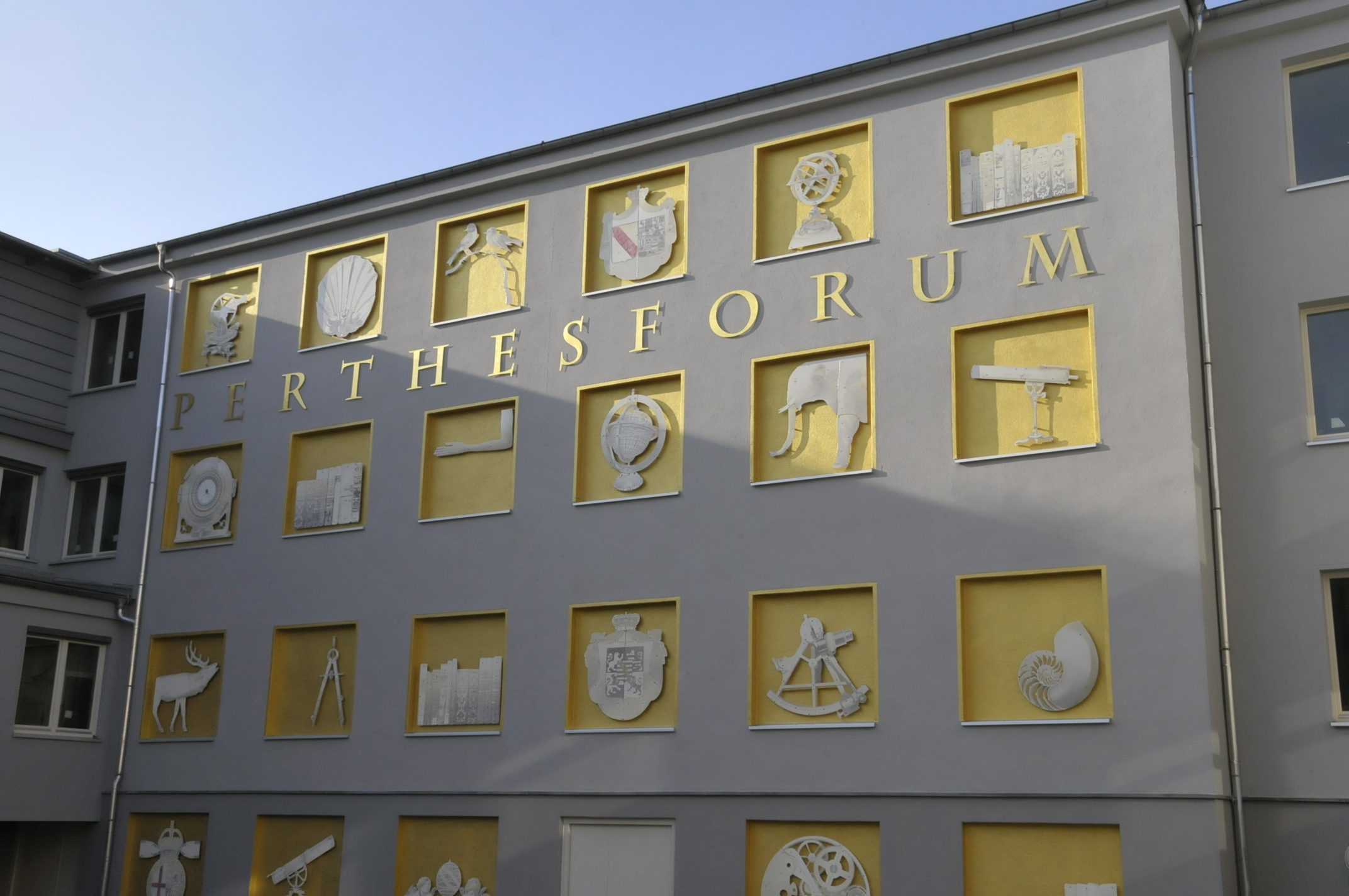
idem, détail

### La maison d'éditionFriedrich Perthes in Hamburg
Friedrich Christoph Perthes (de), neveu de Justus Perthes, fonde en 1822 la maison d'édition Friedrich Perthes in Hamburg, qui est ensuite basée à Gotha. Celle-ci fusionne en 1843 avec une maison d'édition fondée par son fils Andreas Hansa Traugott Perthes à Gotha en 1840 et rebaptisée Friedrich & Andreas Perthes. En 1854, le nom est à nouveau changé en Verlag Friedrich Andreas Perthes et en 1903 en Friedrich Andreas Perthes AG. En 1937, la maison d'édition est dissoute.